# Saison 2006-2007 des Diables rouges de Briançon
Autres saisons
Saison précédente Saison suivante
Les Diables rouges de Briançon disputent la saison 2006-2007 au sein de la Ligue Magnus, l'élite du hockey sur glace français.

## La saison régulière

### Contexte
Les Diables rouges restent sur une saison 2005-2006 conclue par des play-offs de Ligue Magnus catastrophiques. Minés par les blessures et l'échec en finale de la Coupe de France pour la deuxième année d'affilée, les briançonnais sont sans ressort en quarts de finale face aux Ducs de Dijon, leurs bourreaux de la finale. Certains joueurs n'ont jamais concrétisé les espoirs mis en eux, et le chantier qui attend l'entraîneur Luciano Basile à l'intersaison est énorme.

### Les transferts
- Arrivées et prolongations

Le duo Edo Terglav et Martin Filip ressigne tout comme le jeune arrière Jakob Milovanovič, Mickaël Pérez et Gary Lévêque. Les rugueux Rémi Royer et ses 18 matchs de LNH, et Petr Kratky viennent renforcer l'arrière garde. Tout comme l'offensif Milan Tekel en provenance de Dijon. Luciano Basile apporte une touche magyare à l'effectif avec les arrivées du défenseur Viktor Szélig et de l'attaquant Márton Vas. L'ailier Jean-François Dufour pose se valises dans les Hautes-Alpes alors que le jeune Pierre-Luc Sleigher tente sa chance en Europe. Éric Blais revient à la compétition après un arrêt d'un an et Cédric Boldron est de retour à Briançon. Le jeune attaquant Benjamin Arnaud formé à Gap arrive également. Terglav est promu capitaine assisté de Blais et Dufour.
- Départs

L'intersaison est mouvementée avec 16 départs. Si certains joueurs très décevants ne sont pas reconduits, les dirigeants décident de ne pas faire l'effort de conserver un pilier de l'équipe, le capitaine Jean-François Jodoin. Il emmène Tomas Baluch avec lui à Angers. Lionel Orsolini, Frédérik Beaubien et Miroslav Mosnár mettent un terme à leur carrière. Chris Lyness, Anders Dahlin, Rob Millar à Amiens, Justin Kinnunen, Miroslav Dvorak entre autres, changent d'air.

## Composition de l'équipe
Les Diables rouges 2006-2007 sont entraînés par Luciano Basile et le président est Alain Bayrou.
Les statistiques des joueurs en saison régulière de Ligue Magnus sont listés dans le tableau ci-dessous. En ce qui concerne les  buts marqués, les totaux marqués dans cette section ne comprennent pas les buts des séances de tir de fusillade.
Nota : PJ : parties jouées, V : victoires, D : défaites, DPr : défaite en prolongation, Min : minutes jouées, Bc : buts contre, Bl : blanchissages, Moy : moyenne d'arrêt sur la saison, B : buts marqués, A : aides, Pun : minutes de pénalité.

### Gardiens de buts
| Joueur | Joueur                    | PJ | V  | D | DPr | Min | Bc | Bl | Moy | B | A | Pun |
| ------ | ------------------------- | -- | -- | - | --- | --- | -- | -- | --- | - | - | --- |
| 30     | Canada Christian Bronsard | 25 | 20 | 4 | 1   | -   | 61 | 1  | -   | 0 | 0 | 16  |
| 1      | Damien Angella            | 3  | 1  | - | 0   | -   | 4  | 0  | -   | 0 | 0 | 0   |

### Joueurs
|    | Joueur               | Poste | PJ | B  | A  | Pts | Pun | Commentaire           |
| -- | -------------------- | ----- | -- | -- | -- | --- | --- | --------------------- |
| 61 | Cyril Arnaud         | D     | 7  | 0  | 0  | 0   | 0   |                       |
| 87 | Dimitri Faure-Brac   | A     | 16 | 0  | 0  | 0   | 0   |                       |
| 12 | Sébastien Dermigny   | D     | 25 | 0  | 2  | 2   | 95  |                       |
| 25 | Gary Lévêque         | D     | 24 | 1  | 3  | 4   | 18  |                       |
| 4  | Petr Kratky          | D     | 19 | 5  | 9  | 14  | 64  |                       |
| 19 | Jean-François Dufour | AG    | 26 | 13 | 29 | 42  | 53  | Assistant Capitaine   |
| 8  | Nicolas Chevalier    | A     | 13 | 0  | 0  | 0   | 0   |                       |
| 7  | Mickaël Pérez        | AG    | 25 | 14 | 12 | 26  | 12  |                       |
| 24 | Martin Filip         | C     | 22 | 15 | 27 | 42  | 18  |                       |
| 55 | Rémi Royer           | D     | 20 | 2  | 10 | 12  | 110 |                       |
| 52 | Milan Tekel          | D     | 16 | 3  | 9  | 12  | 16  |                       |
| 86 | Jakob Milovanovič    | D     | 26 | 2  | 10 | 12  | 32  |                       |
| 5  | Viktor Szélig        | D     | 25 | 2  | 10 | 12  | 65  |                       |
| 16 | Éric Blais           | C     | 18 | 6  | 5  | 11  | 20  | Assistant Capitaine   |
| 18 | Benjamin Arnaud      | A     | 26 | 5  | 4  | 9   | 16  |                       |
| 38 | Alexandre Rouillard  | D     | 24 | 0  | 0  | 0   | 4   |                       |
| 9  | Edo Terglav          | AD    | 25 | 19 | 22 | 41  | 12  | Capitaine de l'équipe |
| 10 | Cédric Boldron       | A     | 26 | 6  | 5  | 11  | 32  |                       |
| 85 | Sébastien Rohat      | A     | 26 | 2  | 2  | 4   | 44  |                       |
| 42 | Márton Vas           | C     | 26 | 15 | 21 | 36  | 12  |                       |
| 26 | Pierre-Luc Sleigher  | C     | 26 | 30 | 20 | 50  | 40  |                       |
| 27 | Frédéric Borgnet     | D     | 11 | 0  | 1  | 1   | 4   |                       |

## Saison régulière
L'équipe termine troisième de la saison régulière avec un bilan de 21 victoires (dont une après prolongations), et 5 défaites (dont une après prolongation). Elle possède la deuxième attaque (140 buts marqués) et la deuxième défense (67 buts encaissés). Les briançonnais attaquent la saison très fort avec notamment une victoire majeure 7-1 face à Rouen. L'équipe offre souvent un festival offensif à domicile. Elle est également solide hors de ses bases battant les Dragons à Rouen 4 buts à 1. Lors du mois de janvier, l'équipe a un passage à vide. Victime de problèmes de relationnel entre certains joueurs, l'équipe s'incline coup sur coup à Chamonix puis contre Dijon. Malgré l'élimination en Coupe de France en fin de mois, l'équipe retrouve le chemin de la victoire et sa cohésion lors des derniers matchs de la saison régulière. Sleigher, associé à Dufour et Vas, est la révélation de la saison, il marque 30 buts pour 50 points.

## Les séries éliminatoires

### Contexte des séries
Deux échecs dans les deux coupes, et un mois de janvier difficile, Briançon est dos au mur et se doit d'aller en demi-finale pour sauver sa saison et atteindre les objectifs fixés. Les diables rouges débutent les séries à domicile face à Amiens, sixième de la saison régulière.

### Quart de Finale
Briançon remporte la série trois victoires à zéro mais la série fut très disputé notamment, Amiens montant un tout autre visage que celui de la saison régulière. En effet, les victoires des parties deux et trois se sont dessinées dans les deux dernières minutes de jeu. Milovanovič marque le but de la deuxième victoire juste après être sorti de prison. Et Dermigny enterre ses anciens coéquipiers lors de la victoire à Amiens.
| Date  | Adversaire | Score | Buteurs des Diables Rouges                                                      | Gardien  |
| ----- | ---------- | ----- | ------------------------------------------------------------------------------- | -------- |
| 02/03 | Amiens     | 4-2   | Filip (Pérez, Sleigher) Pérez (Terglav) Boldron (Vas, Dufour) Dufour (Sleigher) | Bronsard |
| 03/03 | Amiens     | 3-2   | Blais (Boldron, Vas) Dufour (Royer, Sleigher) Milovanovič (Szélig, Sleigher)    | Bronsard |
| 06/03 | @ Amiens   | 2-3   | Dufour Terglav (Pérez) Dermigny                                                 | Bronsard |

### Demi-Finale
Passé le piège tendu par les Gothiques d'Amiens, les briançonnais affrontent Grenoble en demi-finale. Ils s'inclinent à l'extérieur lors du premier match. Le lendemain, les briançonnais, bien plus agressifs, égalisent dans la série après un match physique.  Milovanovič est expulsé à la suite d'une charge sur Martin Masa qui lui vaudra 5 matchs de suspension en début de saison 2006-2007. Les joueurs de Basile prennent même l'avantage en s'imposant 2-1 à René Froger. Le match 4 est le tournant de la série. Briançon entame le match tambour battant et mène 2-0 après le premier tiers, les brûleurs de loups sont au bord de la rupture. Mais dès l'entame de la seconde période, les briançonnais reculent et se mettent en difficulté. En une minute, Grenoble revient à deux partout avant de prendre l'avantage dans le dernier tiers grâce à Nicolas Antonoff qui marque en infériorité numérique. Briançon ne reviendra pas. Le cinquième match à Pôle Sud est donc décisif. Les briançonnais fatigués, et privés du travail de Cédric Boldron et Éric Blais sur blessure, finissent par craquer malgré un avantage de 2-1 à la mi-match. Jetant leurs dernières forces dans la bataille, ils s'inclinent malgré tout 3 buts à 2. Grenoble remporte la série 3 victoires à deux s'impose en finale face à Morzine-Avoriaz. Les coéquipiers de Terglav sauvent leur saison grâce à de gros playoffs et manquent la finale à peu de chose. Côté individualité, Royer réputé pour sa brutalité avant la série est dans ses playoffs irréprochable et veritable fer de lance des lignes arrières durant ses playoffs. Mention également à l'ailier Mickaël Pérez et au portier Christian Bronsard, très régulier et qui a montré tout son talent dans ses matchs "à pression".
| Date  | Adversaire | Score    | Buteurs des Diables Rouges                                 | Gardien  |
| ----- | ---------- | -------- | ---------------------------------------------------------- | -------- |
| 13/03 | @ Grenoble | 5-3      | Sleigher (Dufour) Pérez (Terglav, Filip) Sleigher (Dufour) | Bronsard |
| 14/03 | @ Grenoble | 1-2      | Sleigher (Dufour) Pérez (Filip, Tekel)                     | Bronsard |
| 16/03 | Grenoble   | 2-1 a.p. | Pérez (Filip, Tekel) Tekel (Pérez, Filip)                  | Bronsard |
| 17/03 | Grenoble   | 2-4      | Sleigher (Vas) Kratky (Filip, Pérez)                       | Bronsard |
| 20/03 | @ Grenoble | 3-2      | Pérez (Kratky, Filip) Sleigher (Dufour)                    | Bronsard |

## Coupe de France
L'épreuve s'arrête en demi-finale pour les briançonnais qui s'inclinent 4-3 à Épinal.
| Date  | Adversaire      | Score    | Buteurs des Diables Rouges                                                                            | Gardien  |
| ----- | --------------- | -------- | --- | -------- |
| 24/10 | @ Gap           | 1-6      | Vas (Dufour, Sleigher) Blais (Szélig) Vas [T.P.] Boldron (Levèque) Sleigher (Dufour) Blais (Pérez)    | Bronsard |
| 14/11 | Mont-Blanc      | 3-2 a.p. | Vas (Royer, Dufour) Vas (Dufour) Sleigher (Filip, Bronsard)                                           | Bronsard |
| 16/01 | Villard-de-Lans | 5-4      | Dermigny (Faure-Brac) Pérez (Tekel) Sleigher (Dufour, Vas) Terglav (Filip, Tekel) B. Arnaud (Boldron) | Bronsard |
| 30/01 | @ Épinal        | 4-3      | Sleigher (Boldron) Sleigher (Milovanovič) Tekel (Filip, Terglav)                                      | Bronsard |

## Coupe de la Ligue
Les diables rouges s'inclinent en quart de finale de la Coupe de la Ligue face à Grenoble, futur vainqueur de l'épreuve.
| Date  | Adversaire | Score | Buteurs des Diables Rouges | Gardien          |
| ----- | ---------- | ----- | --- | ---------------- |
| 19/09 | @ Anglet   | 0-3   | Terglav (Pérez) Vas (Tekel) Boldron | Bronsard         |
| 26/09 | Anglet     | 8-2   | Vas (Tekel) Filip Boldron (Blais) Kratky (Filip, Pérez) Vas (Dufour, Sleigher) Pérez (Terglav, Szélig) Sleigher (Tekel, Dufour) Dufour (Terglav, Filip) | Bronsard Angella |
| 10/10 | @ Grenoble | 5-4   | Vas (Dufour) Dufour (B. Arnaud, Levèque) Terglav (Filip, Szélig) Levèque (Vas, Sleigher)                                                                | Bronsard Angella |
| 17/10 | Grenoble   | 5-4   | Blais (Terglav) Rohat (Boldron) Terglav (Blais, Tekel) Sleigher (Milovanovič, Terglav)                                                                  | Bronsard         |